# Piaranthus fasciculatus
Piaranthus fasciculatus là một loài thực vật có hoa trong họ La bố ma. Loài này được (Thunb.) Schult. miêu tả khoa học đầu tiên năm 1820.